# 森下真理
森下 真理（もりした まり、1930年5月25日 - 2017年11月4日）は、日本の児童文学作家、長谷川時雨研究家。

## 経歴
東京日本橋に生まれ育つ。本名・森下和代。日本児童文学者協会評議員、日中児童文学美術交流センター理事、日本ペンクラブ、日本文藝家協会、日本歌人クラブ、星座一歌とことばの会会員。長谷川時雨の顕彰につとめ、中央区タイムドーム明石内の資料館に資料全部を寄贈。

## 著書
- 『ぼくも恐竜』坂本健三郎画　小学館 1983
- 『ナガサキの男の子』篠崎三朗絵 太平出版社 戦争があった日のはなし 1985
- 『三つの時計の物語 童話集』胡蝶の会 胡蝶豆本 1986
- 『テイク・オフ!おじいちゃん 離陸だ』高橋透絵 岩崎書店 1989
- 『花ものがたり』狩野富貴子絵 くもん出版 1989
- 『三つの時計の物語』広野多珂子絵 らくだ出版 てる日くもる日文庫　1996
- 『月夜野に』広野多珂子絵 国土社 2000
- 『三人組、ふしぎの旅へ!』渡辺あきお絵 草炎社新ともだち文庫 2001
- 『Tokyoステーション・キッド』小峰書店 2005
- 『わたしの長谷川時雨』ドメス出版 2005
- 『ようかいたちのすむところ』山口みねやす絵　草炎社 2007
- 『スーパーレディ長谷川時雨 時雨作品を楽しみながら』ドメス出版 2013